# Furios și iute: Hobbs & Shaw
Furios și iute: Hobbs & Shaw (Fast & Furious Presents: Hobbs & Shaw în engleză) este un film american de thriller de acțiune din 2019 regizat de David Leitch și scris de Chris Morgan și Drew Pearce, dintr-o poveste de Morgan. Este un spin-off al francizei Furios și iute situată între evenimentele din 2017 Furios și iute 8 și F21 din 2021. Filmul îi vede pe Dwayne Johnson și Jason Statham să-și reînfășoare rolurile din seria principală, precum Luke Hobbs și respectiv Deckard Shaw, și, de asemenea, vedete Idris Elba, Vanessa Kirby, Eiza González, Cliff Curtis și Helen Mirren. Intriga urmărește împerecherea improbabilă a personajelor titulare în timp ce fac echipă cu sora lui Shaw (Kirby) pentru a lupta cu un terorist îmbunătățit cibernetic (Elba) care amenință lumea cu un virus mortal.
Vedeta de serie și producătorul Vin Diesel au spus pentru prima dată în 2015 că posibile spin-off-uri sunt în curs de dezvoltare timpurie, iar Hobbs & Shaw a fost anunțată oficial în octombrie 2017. Leitch a semnat regia în aprilie 2018, iar Kirby și Elba s-au alăturat distribuției în iulie. . Filmările au început în septembrie și au durat până în ianuarie 2019, având loc mai ales la Londra și Glasgow.
Hobbs & Shaw a avut premiera la Teatrul Dolby din Hollywood pe 13 iulie 2019, a fost lansat teatral în Statele Unite pe 2 august 2019 și a încasat peste 759 de milioane de dolari în întreaga lume. Consensul critic cu privire la Rotten Tomatoes spune că „obține un kilometraj decent din stelele sale potrivite și din secvențele de acțiune over-the-top”.

## Sinopsis
După opt filme care au acumulat aproape 5 miliarde de dolari, franciza Furios și iute prezintă acum primul său capitol separat, Furios și iute: Hobbs & Shaw, în care Dwayne Johnson și Jason Statham devin protagoniști, reluându-și rolurile lui Luke Hobbs și Deckard Shaw.
Încă de când Hobbs (Johnson), om loial legii și membru de elită al Serviciului de Securitate Diplomatic al Statelor Unite (DSS), și Shaw (Statham), un fost soldat britanic, membru al forțelor de elită operative, s-au înfruntat pentru prima dată față în față în Furios și iute 7, în 2015, cei doi și-au împărțit replici acide, dar și lovituri fizice nemiloase în încercarea de a se elimina reciproc.
Dar, când anarhistul cu puteri nemaivăzute obținute prin bioinginerie Brixton (Idris Elba) obține controlul asupra unei amenințări biologice, și înfrânge o fostă agentă MI6 genială și neînfricată, care e sora lui Shaw, cei doi inamici declarați vor face echipă pentru a-l elimina pe singurul individ care poate fi mai periculos decât ei doi la un loc.
Regizat de David Leitch (Deadpool 2), după un scenariu scris de scenaristul a cinci dintre capitolele anterioare,  Chris Morgan, filmul e produs de Morgan, Johnson, Statham și Hiram Garcia.

## Legături externe
- Site web oficial
- Furios și iute: Hobbs & Shaw la Internet Movie Database